# Shigure
Lo Shigure (時雨? lett. "Scroscio autunnale") è stato un cacciatorpediniere della Marina imperiale giapponese, seconda unità appartenente alla classe Shiratsuyu. Fu varato dal cantiere di Uraga, a Tokyo, nel settembre 1936.
All'inizio della guerra nel Pacifico rimase nelle acque nazionali in difesa delle corazzate della 1ª Flotta, quindi nei primi mesi del 1942 portò a termine una serie di missioni di scorta a convogli. Spostato nella base aeronavale di Truk, partecipò alla battaglia del Mar dei Coralli (4-8 maggio) e al primo tentativo fallito di occupare le isole di Nauru e Ocean. Tra agosto e settembre fu occupato nella scorta di mercantili, trasporti e portaerei di scorta che facevano la spola tra il Giappone, Truk e Rabaul; dall'inizio di ottobre fu coinvolto nei viaggi notturni volti a rafforzare la guarnigione di Guadalcanal ed ebbe un ruolo minore nella prima fase della decisiva battaglia navale di Guadalcanal. All'inizio del 1943, dopo le manovre volte a facilitare l'operazione Ke, riprese i propri compiti di difesa delle grandi unità da guerra (navi da battaglia, incrociatori) e di convogli di cargo o petroliere: operò tra Rabaul, Truk, il Giappone e le Palau, combattendo inoltre in diversi scontri notturni nelle isole Salomone centrali. All'inizio di novembre ebbe parte nella confusa battaglia della baia dell'imperatrice Augusta, quindi rimase in riparazione sino al gennaio 1944.
Ripreso il servizio, si trovava a Truk il 17 febbraio 1944, quando si verificò un duro e inaspettato attacco statunitense; fu centrato da una bomba che fece saltare una delle torri principali, cosa che lo costrinse a tornare in Giappone per il raddobbo. Tornò in linea a inizio maggio e tra la fine del mese e la prima metà di giugno partecipò ai tentativi di rifornire l'isola di Biak: in queste occasioni ingaggiò un rapido scontro con unità nemiche e subì danni di una certa entità. Fu poi presente alla battaglia del Mare delle Filippine (19-20 giugno), comunque combattuta solo tramite portaerei, e alla gravosa battaglia del Golfo di Leyte (23-26 ottobre), che lo vide aggregato alla formazione del viceammiraglio Shōji Nishimura; fu anzi l'unico vascello di questa squadra a sopravvivere al fallito forzamento dello stretto di Surigao, sebbene con gravi danni. Dal Borneo riuscì a raggiungere il Giappone, dove fu riparato, quindi alla fine del dicembre 1944 riprese il servizio di scorta. Ultimo superstite della sua classe, fu affondato il 24 gennaio 1945 dal sommergibile statunitense USS Blackfin nel Golfo del Siam.

## Impiego operativo

### Costruzione
Il cacciatorpediniere Shigure fu ordinato nell'anno fiscale edito dal governo giapponese nel 1931. La sua chiglia fu impostata nel cantiere navale di Uraga di Tokyo, gestito dalla ditta omonima, il 9 dicembre 1933 e il varo avvenne il 18 maggio 1935; fu completato il 7 settembre 1936. Prima della fine degli anni trenta la nave formò con lo Shiratsuyu, lo Yugure e l'Ariake la 27ª Divisione cacciatorpediniere, dipendente dalla 1ª Squadriglia della 1ª Flotta: divenne inoltre l'ammiraglia del reparto, imbarcandone il comandante e lo stato maggiore.

### 1941-1942
Tra il 1940 e il 1941 il comando dello Shigure fu assunto dal capitano di corvetta Noboru Seo; anche la divisione passò agli ordini di un nuovo comandante, il capitano di vascello Matake Yoshimura. Al momento dell'attacco di Pearl Harbor lo Shigure e gli altri cacciatorpediniere rimasero nelle acque nazionali con compiti di pattugliamento e difesa del nucleo di navi da battaglia. Il 18 dicembre la divisione salpò da Tokuyama, andò incontro alla 1ª Flotta aerea di ritorno dall'attacco e la accompagnò nella tratta finale sino a Hashirajima il 23. Il 18 gennaio 1942 salpò assieme allo Shiratsuyu per difendere alcuni convogli in viaggio da Moji a Formosa e il 4 febbraio fece base a Kure; il 17 febbraio, dopo essersi a spostato a Yokosuka sempre con lo Shiratsuyu, scortò la portaerei leggera Zuiho sino a Davao, sull'isola di Mindanao, quindi le due unità tornarono a Hashirajima il 2 marzo: per il resto del mese l'attività dello Shigure non è nota. Il 15 aprile la divisione al completo partì da Sasebo, raggiunse il porto militare di Mako nelle Pescadores e prese in consegna le due portaerei Shokaku e Zuikaku, scortandole sino alla base aeronavale di Truk, raggiunta il 25 aprile. Da qui lo Shigure salpò a inizio maggio inquadrato nella squadra del viceammiraglio Takeo Takagi, incaricata di coprire i movimenti navali in atto nelle isole Salomone e al largo della Nuova Guinea come previsto dall'operazione Mo. Questa formazione ebbe parte predominante nella battaglia del Mar dei Coralli il 7 e l'8 maggio, la prima combattuta solo tra portaerei. Il 13 maggio lo Shigure, lo Shiratsuyu e l'Ariake scortarono gli incrociatori pesanti Myoko e Haguro, a loro volta impegnati nella difesa a distanza di un convoglio che doveva portare a termine la conquista delle isole Nauru e Ocean: l'operazione fu annullata il 16 dopo la perdita del posamine Okinoshima e l'avvistamento di una Task force nemica con una portaerei. Il giorno successivo l'intera 27ª Divisione accompagnò i due incrociatori da Truk a Kure, toccata il 22, quindi fu aggregata alla forza distaccata del viceammiraglio Shirō Takasu, che nel piano rivolto all'occupazione dell'atollo di Midway doveva difendere le manovre diversive nelle isole Aleutine; questa squadra, perciò non ebbe alcuna parte nella decisiva battaglia svoltasi tra il 4 e il 6 giugno. Rientrato in Giappone, lo Shigure passò con le unità sorelle alle dipendenze della 4ª Squadriglia, 2ª Flotta del viceammiraglio Nobutake Kondō in data 14 luglio. Nel mese successivo fu dotato di un impianto binato di cannoni Type 96 da 25 mm, sistemato su un basso ballatoio davanti alla plancia.
L'11 agosto la 27ª Divisione seguì la 2ª Flotta da Yokosuka a Truk (17 agosto), dove fu temporaneamente passata al comando della 4ª Flotta, che l'impiegò per trasportare un nuovo presidio sull'atollo di Makin, rimasto deserto dopo l'improvviso raid statunitense del 18 agosto; gli uomini furono sbarcati il 21. Rientrati in porto, i quattro cacciatorpediniere ne ripartirono il giorno successivo per recare truppe all'atollo di Jaluit, quindi il 2 settembre eseguirono l'occupazione di Abemama nelle isole Gilbert e il 5 si fermarono a Jaluit. Il 9 settembre lo Shigure e le restanti unità salparono e condussero una ricognizione offensiva dell'isola di Ndeni nelle Santa Cruz, dove si sospettava la presenza di una base statunitense per idrovolanti; quindi sino dal 12 parteciparono ad alcuni pattugliamenti a nord delle isole Salomone. Il 24 settembre le quattro navi, nelle isole Palau, presero in consegna un convoglio carico di truppe che scortarono sino alla base aeronavale di Rabaul (toccata il 29), quindi salparono immediatamente in difesa della petroliera Toa Maru che il 1º ottobre si fermò nell'ancoraggio delle isole Shortland, posizione avanzata giapponese nel contesto della campagna di Guadalcanal. Con i cacciatorpediniere gregari, lo Shigure partecipò a diverse missioni di rifornimento per l'isola: quelle del 4, 7 e 10 ottobre furono coronate dal successo; il 12 fu accompagnato dallo Shiratsuyu, dallo Yugure e dall'incrociatore leggero Yura per andare incontro alle navi portaidrovolanti Nisshin e Chitose, di ritorno da una riuscita e massiccia missione di rinforzo.
Tra il 13 e 16 ottobre lo Shigure, lo Shiratsuyu e l'Ariake, più il cacciatorpediniere Akizuki e la 2ª Divisione (Harusame, Murasame, Samidare, Yudachi), formarono la scorta a un convoglio composto da sei mercantili che imbarcava parte della 2ª Divisione fanteria. Partite dalle Shortland, tutte le navi giunsero sulla costa nord-occidentale di Guadalcanal e, nonostante tre trasporti fossero rimasti incagliati o distrutti per l'intervento tardivo di un pugno di velivoli nemici, tutte le truppe, gli equipaggiamenti e le scorte furono messi al sicuro. Accompagnato dagli altri due cacciatorpediniere, lo Shigure formò uno dei cinque gruppi di trasporto rapido che il 17 ottobre scaricarono a Capo Speranza e Tassafaronga un totale di 2159 soldati, sei cannoni campali, munizioni, sgomberando nel ritorno alcune centinaia di operai, feriti e malati. Il 29 ottobre lo Shigure e l'Ariake trasportarono sull'isola piccoli quantitativi di carburante, cibo e i capi di stato maggiore della 17ª Armata e dell'8ª Flotta, le grandi unità coinvolte nella campagna. Il 2 novembre fu intrapresa una missione di rinforzo più consistente: l'intera 27ª Divisione e altri sette cacciatorpediniere scortarono l'incrociatore leggero Tenryu e a Tassafaronga scesero a terra 240 uomini con cibo, carburante, munizioni; furono imbarcati 65 soldati, ma l'operazione dovette essere interrotta per le proibitive condizioni atmosferiche. Il 5 novembre la missione fu ripetuta, stavolta condotta dallo Shigure con le unità sorelle più sei altri cacciatorpediniere; ciascuna unità sbarcò 200 soldati a Tassafaronga e in totale furono riportati alle Shortland 250 tra malati e membri del personale non combattente. Anche l'8 novembre fu intrapresa con successo un'operazione simile, cui però non partecipò l'Ariake. Mancante di quest'ultimo, il resto della 27ª Divisione rimase alle isole Russell nel corso della prima fase della battaglia navale di Guadalcanal e prestò assistenza alla devastata corazzata Hiei, bersaglio inoltre delle incursioni aeree statunitensi. Dopo aver tratto in salvo una parte dei superstiti, fece rotta a nord e si fermò a Truk il 18 novembre. Qui il 20 il comando dello Shigure passò al capitano di corvetta Kamesaburō Yamagami, che un mese più tardi salpò assieme all'Asagumo e accompagnò la portaerei di scorta Chuyo sino a Yokosuka, tornando l'8 gennaio 1943 a Truk. Ripartì dalla base il 15 con l'incarico di difendere un convoglio destinato alle Shortland, dove scese una parte della 6ª Divisione fanteria, quindi rientrò a Truk il 20. Tra il 31 gennaio e il 9 febbraio 1943 partecipò alle manovre diversive condotte dalla 2ª Flotta a nord delle Salomone, allo scopo di facilitare la riuscita dell'evacuazione di Guadalcanal, che fu in effetti portata a termine il 7 febbraio.

### 1943

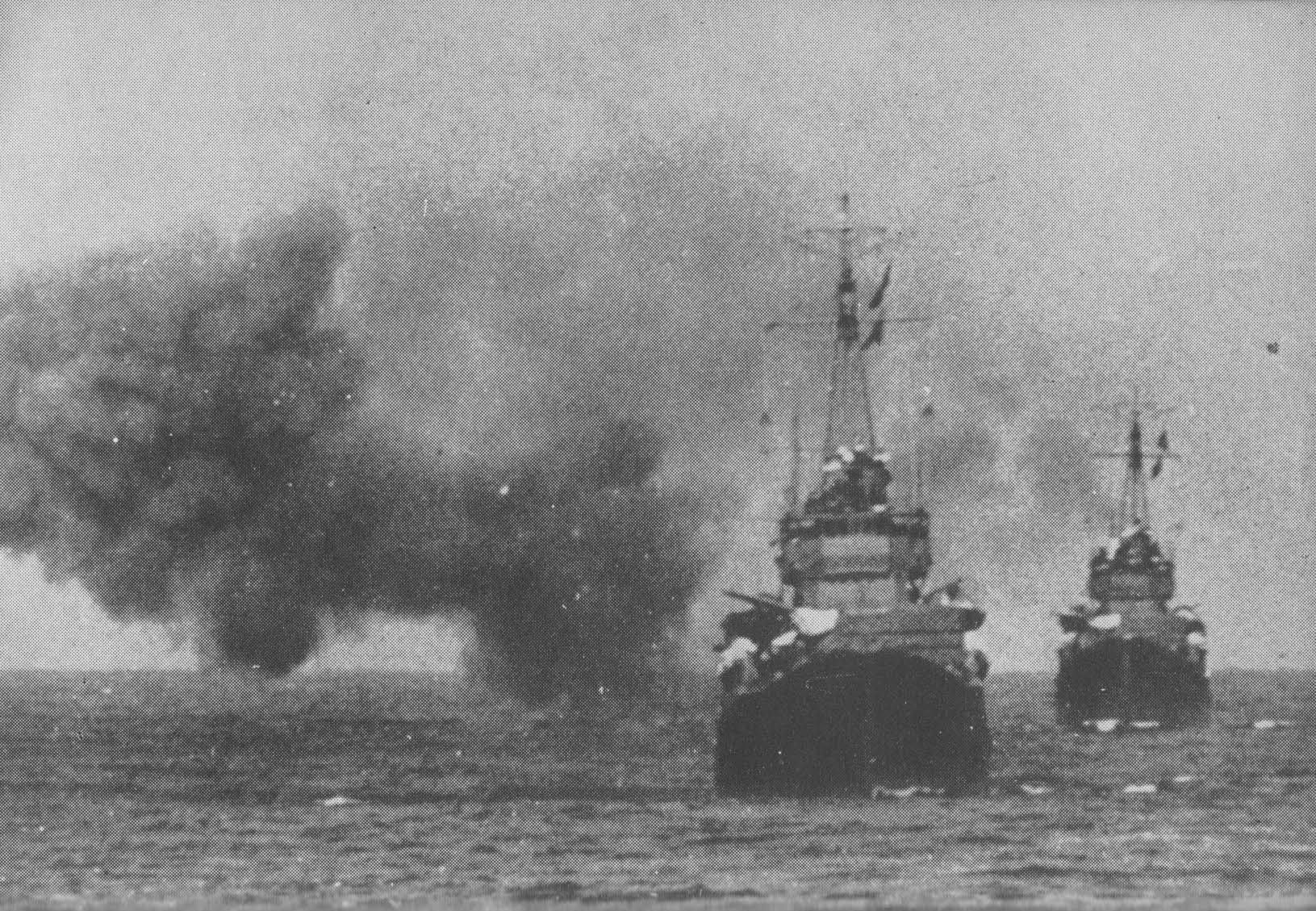
Lo Shigure (in testa) e il Samidare (secondo piano) sparano contro aerei statunitensi mentre navigano tra le Salomone

Il 15 febbraio 1943 lo Shigure, l'Arashi e l'Onami scortarono le corazzate Kongo, Haruna, l'incrociatore pesante Chokai e la Nisshin da Truk a Yokosuka; lo Shigure proseguì fino a Sasebo, dove fu tratto in secca e sottoposto a una revisione completa. Tra il 13 e il 21 marzo scortò un convoglio da Sasebo a Truk; il 16 aprile salpò quindi con i cacciatorpediniere Ariake, Hibiki e Sazanami in difesa delle portaerei di scorta Taiyo e Chuyo, che il 21 si fermarono a Yokosuka. Da qui partì il 25 aprile in compagnia dei cacciatorpediniere Ariake, Naganami e Ushio e scortò le portaerei di scorta Unyo e Chuyo nuovamente a Truk, raggiunta il 30. Il 17 maggio lasciò la base aggregato alla squadra centrata attorno alla nave da battaglia Musashi, che il 22 fece tappa a Yokosuka. Lo Shigure rimase circa un mese nelle acque del Giappone prima di salpare il 16 giugno con il resto della sua divisione meno lo Shiratsuyu, questa volta nel quadro di un ampio ridispiegamento messo in atto dalla Marina imperiale: navigò con le unità gemelle in difesa della portaerei leggera Ryuho, che si ancorò il 21 a Truk. Tre giorni più tardi lo Shigure fu affiancato dal cacciasommergibili No. 28 e dal trasporto Akibasan Maru per una missione di trasporto truppe destinata a Nauru; lo scarico avvenne il 29 e il 30, quindi il cacciatorpediniere tornò da solo a Truk entro il 3 luglio. L'8 riprese il mare di scorta all'incrociatore leggero Nagara, il quale trasferì a Kwajalein un certo numero di aviatori e piloti; le due unità rientrarono il 13, quindi il giorno dopo fecero tappa a Kavieng per fermarsi infine il 16 luglio a Rabaul. Lo Shigure peraltro ripartì subito dopo aver caricato a bordo un nucleo di fanteria, che fece scendere nottetempo sull'isola di Buka, adiacente alla costa settentrionale di Bougainville; tornò quindi a Rabaul e, trascorse poche ore, salpò di nuovo per scortare il Nagara a Truk. Qui, il 20 luglio, passò con il resto della 27ª Divisione alle dipendenze della 2ª Squadriglia cacciatorpediniere. Ritornato a Rabaul il 25 luglio, lo Shigure recò rinforzi alla base installata nella baia di Rekata (Santa Isabel) il 27, poi il 1º agosto compì un'eguale missione diretta all'isola di Kolombangara.
Un secondo viaggio di rinforzo fu intrapreso la mattina presto del 6 agosto dallo Shigure e tre altri cacciatorpediniere (Kawakaze, Hagikaze, Arashi), i quali ultimi furono però affondati in una brutale imboscata notturna condotta da sei cacciatorpediniere statunitensi nel braccio di mare compreso tra Kolombangara e Vella Lavella. Lo Shigure, mancato di misura da un fascio di siluri, ripiegò rapidamente senza sbarcare il carico. Partecipò quindi alla missione di trasporto truppe per Vella Lavella, rapidamente organizzata; accompagnato dai cacciatorpediniere Sazanami, Hamakaze e Isokaze, ingaggiò una battaglia inconcludente con quattro cacciatorpediniere statunitensi, che non furono capaci di fermare il piccolo convoglio di venti chiatte motorizzate e ripiegarono prematuramente. Il 22 agosto lo Shigure partì da Rabaul per evacuare le forze presenti nella baia di Rekata, ma dovette tornare indietro quando la ricognizione aerea avvisò della possibile presenza di unità nemiche: la missione fu dunque ritentata il 26 e questa volta ebbe successo. Il 1º settembre lo Shigure fu messo in bacino di carenaggio a Rabaul, revisionato e quindi il 20 depositò truppe a Buka, missione cui fecero seguito due viaggi (il 28 settembre e il 2 ottobre) di copertura alle unità incaricate di sgomberare le forze giapponesi rimaste isolate su Kolombangara. Il 6 ottobre salpò da Rabaul con altri otto cacciatorpediniere e un piccolo convoglio di unità ausiliarie (forze al comando del contrammiraglio Matsuji Ijūin) per trarre in salvo la provata guarnigione di Vella Lavella: l'operazione fu scoperta dalla ricognizione statunitense e nella notte del 7 si verificò una rapida ma cruenta battaglia a nord-ovest dell'isola; lo Yugumo colò a picco e così lo USS Chevalier, mentre lo Shigure e il Samidare, agendo all'unisono, devastarono con i siluri i cacciatorpediniere USS Selfridge e USS O'Bannon. Dopo lo scontro tutte le unità nipponiche, presi a bordo i soldati, rientrarono a Rabaul. Già l'8 lo Shigure salpò per rafforzare il presidio di Capo Gloucester e, dopo due settimane circa di pausa per l'equipaggio, intraprese un viaggio di trasporto truppe per l'isola di Garove, a nord-nord-ovest della Nuova Britannia, e Iboki (23 ottobre); il 26 e il 29 fu invece impegnato nel rafforzamento di Qavuvu. Nel pomeriggio del 1º novembre fu aggregato alle forze da battaglia dell'8ª Flotta (incrociatori pesanti Haguro e Myoko, leggeri Sendai e Agano e cinque altri cacciatorpediniere) che salparono per contrastare l'attacco statunitense a Bougainville: l'azione si risolse nella deludente battaglia della baia dell'imperatrice Augusta.
Sopravvissuto senza danni allo scontro, lo Shigure tornò a Rabaul e il 6 novembre sbarcò altre truppe a Buka (precisamente 700 fanti della 17ª Divisione e 25 tonnellate di rifornimenti) e il giorno successivo prese il largo di scorta a un convoglio che, dopo una tappa a Kavieng, doveva approdare a Truk: nel corso della navigazione, conclusasi l'11, salvò settanta naufraghi del trasporto Tokyo Maru, vittima di un sommergibile nemico. Il 12 novembre lasciò la base assieme agli incrociatori Myoko e Haguro e fece rotta su Sasebo: vi si fermò il 17 e per un mese fu sottoposto a revisione e riparazioni. Proprio durante questa permanenza in acque giapponesi dopo una lunga assenza, lo Shigure fu oggetto di numerosi articoli di giornale che ne esaltavano, spesso esagerando, la fortuna in battaglia e i colpi inferti agli avversari statunitensi; i corrispondenti di guerra insistevano sul dato di fatto che non un solo membro del suo equipaggio era rimasto ucciso o ferito nel corso delle dure operazioni tra le Salomone. Si guadagnò così il soprannome de "l'Indistruttibile". Appena rimesso in acqua passò al comando del capitano di corvetta Shigeru Nishino e il 24 dicembre partì alla volta di Truk; nel canale di Bungo si scontrò tuttavia con un peschereccio e rimase perciò fermo un'altra settimana per rimediare al lieve danno.

### 1944

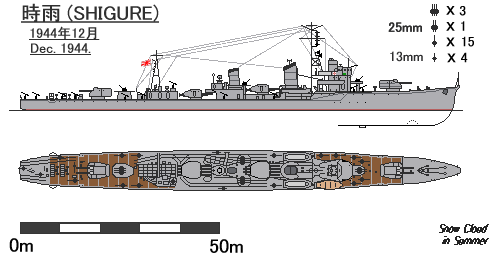
Pianta e profilo dello Shigure a fine 1944

Il 4 gennaio 1944 lo Shigure lasciò il Giappone di scorta alla nave rifornimento Irako, che l'11 arrivò indenne a Truk. Il 19 prese parte alla difesa di un convoglio di petroliere suddiviso in piccoli gruppi che dalla base atollina, passando per Tarakan, fece sosta a Balikpapan, riempì le cisterne e quindi tornò a Truk: l'operazione si concluse il 15 febbraio. Due giorni dopo lo Shigure, che stava spostandosi verso l'uscita settentrionale della rada, rimase coinvolto nel distruttivo attacco lanciato dalle portaerei della Task force 58 statunitense (viceammiraglio Marc Mitscher). Una bomba centrò in pieno la torre numero due a poppa, che saltò in aria; si ebbero ventuno morti e quarantacinque feriti, ma l'unità rimase a galla nonostante un principio di allagamento: lasciata la base devastata, fece subito rotta per le isole Palau, arrivandovi il 19 febbraio, e fu sottoposta a riparazioni provvisorie. Il 6 marzo poté riprendere il mare, incaricato di difendere alcuni convogli che viaggiavano a distanza ravvicinata; dopo una sosta a Formosa fu raggiunta Sasebo, dove il cacciatorpediniere fu posto in bacino di carenaggio. Nel corso del raddobbo fu privato della torre diroccata e anche dei due cannoni Vickers da 40 mm; tutte queste armi furono sostituite da tre installazioni triple di cannoni Type 96 da 25 mm. Inoltre furono eliminati gli otto siluri di riserva e, sull'albero tripode prodiero, fu aggiunto un radar Type 22 per il tiro contro bersagli navali.. L'11 maggio, tornato pienamente operativo, lo Shigure si portò a Saeki e da qui partì verso l'ancoraggio di Tawi Tawi in difesa della Musashi e delle portaerei Chiyoda, Chitose e Zuiho, facendo tappa a Okinawa. Il 30 maggio lasciò il porto con il resto della 27ª Divisione e affiancato dalla 5ª Divisione incrociatori; i due reparti erano stati infatti scelti per formare lo schermo difensivo a un convoglio carico di armi, truppe e munizioni per l'isola di Biak, sulla quale gli statunitensi erano sbarcati pochi giorni prima. Operando da Davao, le navi giapponesi cercarono di compiere la missione il 2 e l'8 giugno, fallendo in entrambi i casi. Durante il secondo tentativo lo Shigure salvò 110 superstiti dell'Harusame (affondato da bombardieri alleati), quindi fu coinvolto in uno scambio di cannonate con un gruppo di cacciatorpediniere e incrociatori leggeri americani: fu raggiunto da due granate che provocarono danni leggeri, sette morti e quindici feriti. Divenuto chiaro che Biak non poteva essere soccorsa se non a prezzo di gravi perdite, lo Shigure ebbe l'ordine di rinunciare. Sostò quindi a Sorong, poi a Batjan e infine rientrò a Davao il 12.
Nel porto filippino lo Shigure fu aggregato alla costituita 1ª Flotta mobile, forte di nove portaerei e guidata dal viceammiraglio Jisaburō Ozawa: nel dettaglio fece parte della scorta alle tre portaerei appartenenti allo scaglione del contrammiraglio Takatsugu Jōjima. Nella battaglia del Mare delle Filippine prestò soccorso con il cacciatorpediniere Hamakaze alla portaerei leggera Hiyo, gravemente colpita da aerosiluranti nemici, ma non ebbe altra parte nello scontro. Riguadagnat le coste giapponesi, l'8 luglio lo Shigure partì da Kure per difendere un massiccio trasferimento di truppe a Okinawa, eseguito con le grandi navi da guerra; proseguì sulla rotta e il 16 si fermò alle isole Lingga, vicino alla Malaysia. Il 7 agosto, dopo essersi spostato a Singapore, salpò di scorta all'incrociatore leggero Kinu, il quale sostò a Brunei e Manila prima di gettare le àncore nelle Palau, il 18: per ragioni non chiare, tuttavia, il Kinu ripartì immediatamente con destinazione la capitale filippina, raggiunta il 25 agosto. Buona parte di questo secondo viaggio la condusse isolatamente, in quanto lo Shigure fu dirottato il 20 per assistere l'incrociatore leggero Natori, silurato e in procinto di affondare, ma fu incapace di rintracciarne la posizione. Il 25 entrò nella baia di Manila, si riunì al Kinu e lo accompagnò sino alle Lingga, raggiunte il 2 settembre: per oltre un mese il servizio del cacciatorpediniere è dunque ignoto e si sa solo che il 10 ottobre, quando fu sciolta la 27ª Divisione, fu posto agli ordini diretti della 2ª Squadriglia. Fu in questo periodo (estate-autunno 1944) che la nave fu dotata, a Kure o a Singapore, di dieci cannoni Type 96 da 25 mm singoli, piazzati lungo tutto il ponte; è inoltre quasi certo che all'albero tripode fu inchiavardato un radar Type 13 da ricerca aerea. Il 18 ottobre seguì la 2ª Flotta da Tawi-Tawi a Brunei, dove fu effettuato il rifornimento in vista del complesso attacco al Golfo di Leyte, nel quale era all'àncora la flotta d'invasione statunitense per le Filippine. Lo Shigure fu assegnato alla forza distaccata del viceammiraglio Shōji Nishimura, enucleata dalla 2ª Flotta e comprendente le corazzate Fuso, Yamashiro, l'incrociatore pesante Mogami, i cacciatorpediniere Asagumo, Michishio, Yamagumo.
La mattina del 24 ottobre, nel corso della navigazione per raggiungere e passare attraverso lo stretto di Surigao, la squadra di Nishimura fu scovata e attaccata da un gruppo imbarcato americano: lo Shigure fu colpito da un ordigno a prua, sulla torre da 127 mm, l'equipaggio contò undici vittime, ma la nave mantenne il proprio posto. Nelle prime ore del 25 ottobre la formazione nipponica cozzò contro un formidabile schieramento navale; lo Shigure sfuggì a tre lanci consecutivi di siluri, eseguiti da altrettante divisioni di cacciatorpediniere statunitensi, ma soffrì molto il tiro dei grandi calibri. Una granata cadde sul ponte e molte altre esplosero vicino allo scafo, provocando la distruzione delle antenne radio, della girobussola e la messa fuori uso del timone. Sebbene per un certo periodo di tempo non fosse più manovrabile, lo Shigure fu l'unico superstite della squadra del viceammiraglio Nishimura, rimasto ucciso. L'equipaggio riuscì in ultimo a riprendere il controllo e giunse il 27 ottobre a Brunei. L'8 novembre, riparato alla meglio, salpò di scorta all'incrociatore pesante Tone, diretto a Sasebo, e forse affondò, di sera e collaborando con le navi scorta No. 19 e Chiburi, il sommergibile USS Growler al largo di Mindoro. Il 16 le due unità entrarono nella rada e lo Shigure fu subito posto in bacino per un raddobbo durato circa un mese, durante il quale il comandante Nishino fu rimpiazzato dal capitano di corvetta Manubu Hagiwara; il cacciatorpediniere fu inoltre unito all'Hatsushimo nella 21ª Divisione, dipendente dalla 2ª Squadriglia (2ª Flotta). Il personale dell'arsenale incrementò la contraerea con cinque Type 96 singoli e quattro mitragliatrici pesanti Type 93 da 13,2 mm, concentrate a mezzanave su affusti individuali.

### 1945: l'affondamento
Rimesso in efficienza, il 17 dicembre 1944 lo Shigure salpò da Kure assieme al cacciatorpediniere Momi per scortare sino a Manila la portaerei Unryu. Questa unità fu però colpita e affondata dal sommergibile USS Redfish e i due cacciatorpediniere poterono solo salvare 146 naufraghi, quindi rientrarono il 22 a Sasebo. Spostatosi a Moji, lo Shigure partì il 31 dicembre in difesa del convoglio HI-87, che arrivò il 13 gennaio 1945 a Hong Kong dopo una tappa a Takao; quattro giorni dopo il cacciatorpediniere accompagnò la petroliera Sarawak Maru a Singapore. Il 24 gennaio lo Shigure lasciò il porto per fare probabilmente ritorno in Giappone ma, 160 miglia a est di Kota Bharu (6°00′N 103°48′E), fu silurato dal sommergibile USS Blackfin, che alle 07:05 piazzò uno o due siluri a poppa, sul lato di babordo; in appena 10 minuti i magazzini di munizioni poppieri saltarono in aria e l'unità sprofondò di poppa con trentasette morti: le navi scorta Kanju e Miyake trassero comunque in salvo 270 uomini, inclusi diciassette feriti e il capitano Hagiwara.
Il 10 marzo 1945 lo Shigure, ultimo componente della classe Shiratsuyu ancora in servizio, fu rimosso dalla lista del naviglio attivo.